# Лумиваара
Лу́мива́ара (от фин. Lumivaara, снежная гора, снежная сопка) — посёлок в Лахденпохском районе Республики Карелия. Административно относится к Мийнальскому сельскому поселению.

## Общие сведения
Через посёлок протекает река Иййоки.

Посёлок находится на автодороге местного значения 86К-119 («Элисенваара — госграница») к которой в районе посёлка примыкает также автодорога  86К-90 («Ихала — Лумиваара») . Расстояние до города Лахденпохья — 10 км, до Ихала — 11 км, до Элисенваара — 28 км.
Название происходит от финских слов снег (Lumi) и гора (vaara)

## Население
| 2002 | 2009 | 2010 | 2013 |
| ---- | ---- | ---- | ---- |
| 147  | ↘142 | ↘135 | ↘134 |

## История

### Финляндия

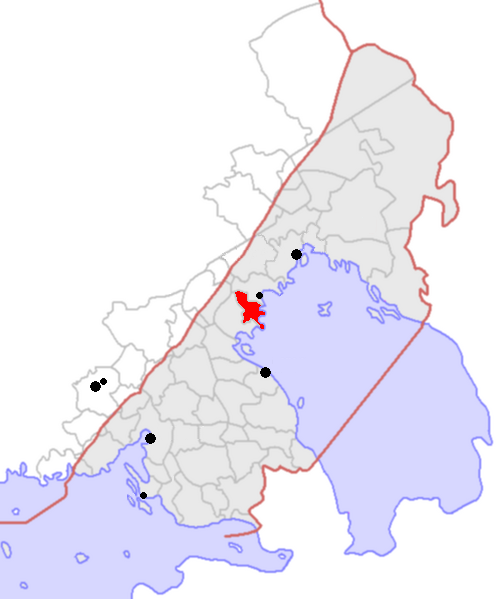
Лумиваара на отошедшей к СССР территории

Лумиваара входила в Выборгскую губернию Финляндии. Муниципалитет был образован в 1923 году путём выделения из Яаккима.
Накануне 1939 года в Лумивааре проживало около 5000 человек.

### В годы советско-финских войн 1939—1940 и 1941—1944
Сразу после начала Зимней войны в конце ноября 1939 года Финляндией была осуществлена эвакуация населения всего Северного Приладожья. По итогам Зимней войны (1939—1940) территория отошла к СССР согласно условиям Московского мирного договора 1940 года.
В ходе Советско-финской войны 1941—1944 Лумиваара была занята финскими войсками, часть финских жителей вернулась из эвакуации. После Московского перемирия 1944 года Лумиваара снова отошла к СССР.

## Достопримечательность

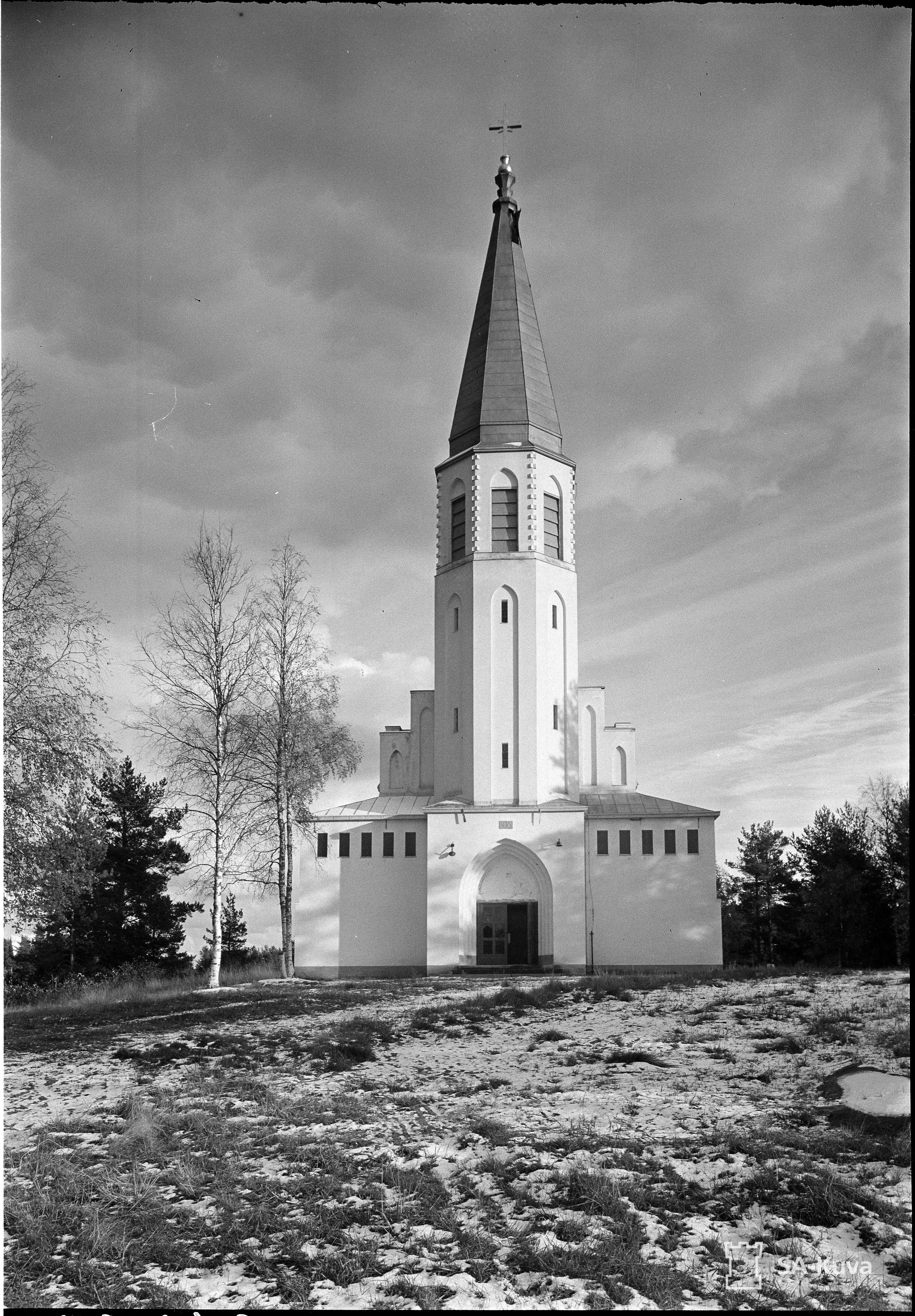
14 октября 1941 год.

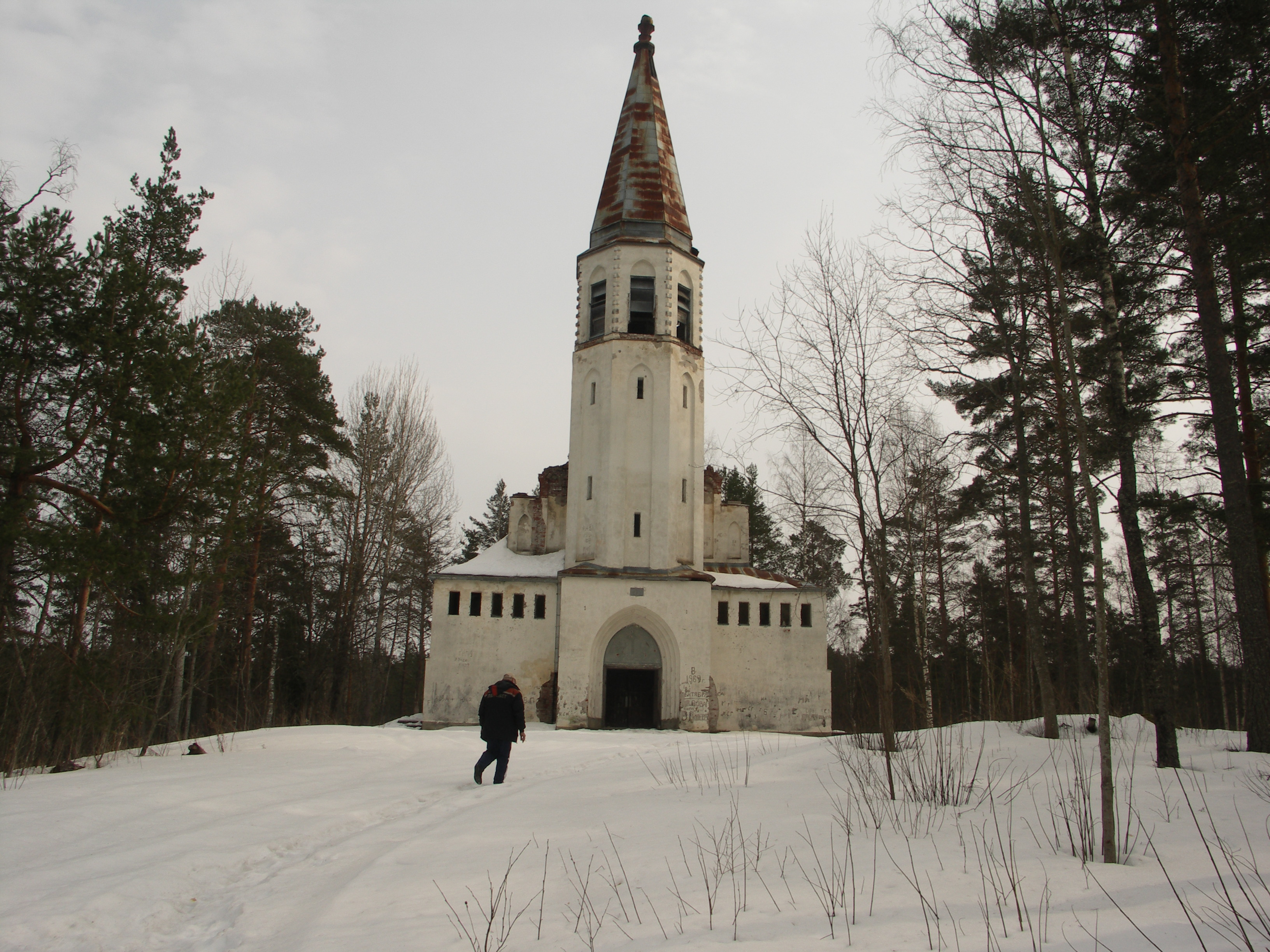
Кирха, апрель 2008

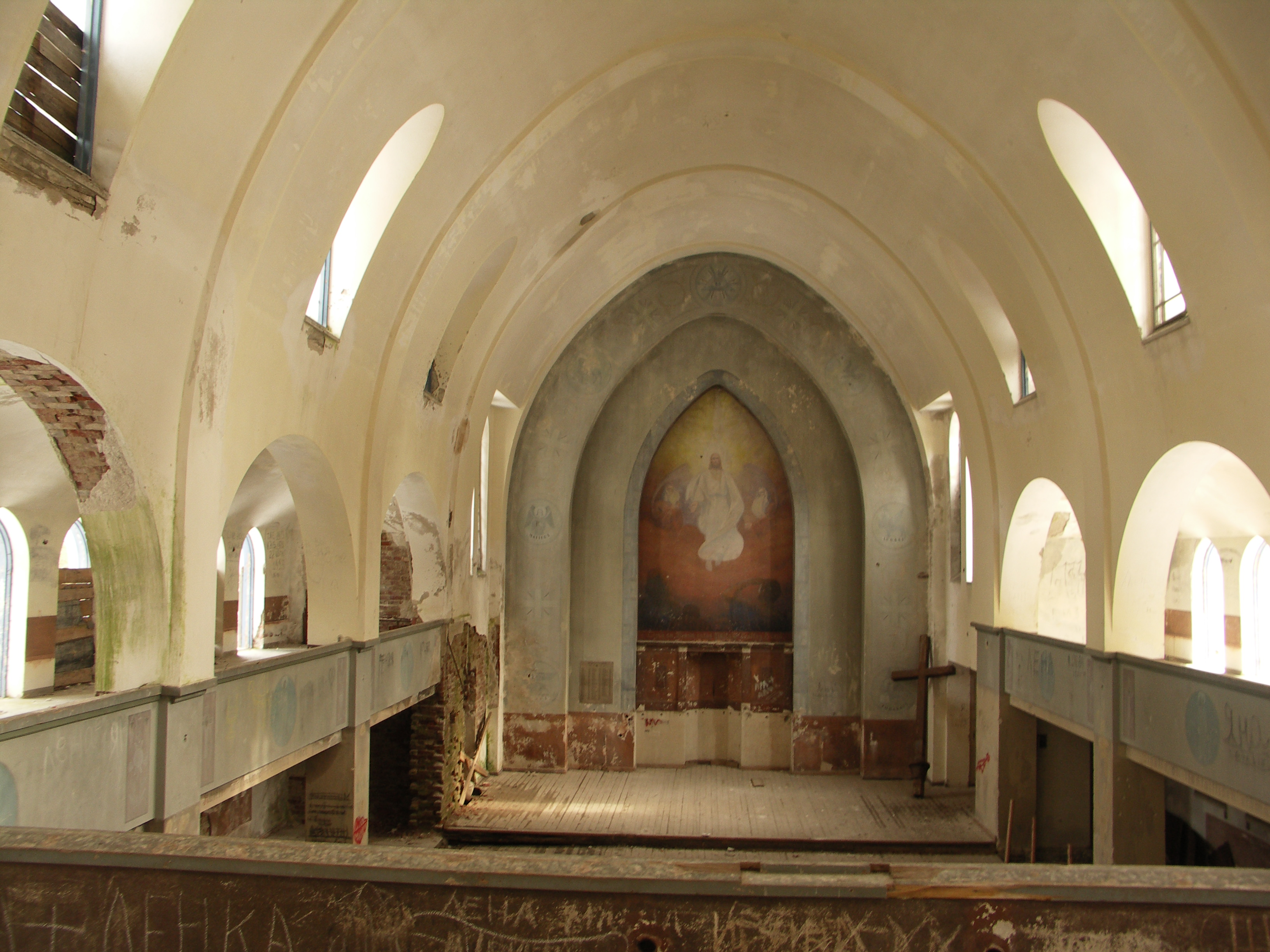
Кирха, вид изнутри. Апрель, 2008

Примерно в 500 м от посёлка расположена недействующая лютеранская кирха, построенная по проекту архитектора Илмари Лауниса в 1935 году.
В 90-е годы была восстановлена обществом «Лумиваара», которое преимущественно состоит из бывших местных жителей. На данный момент кирха находится в плохом состоянии и нуждается в капитальном ремонте.
Рядом с кирхой — захоронение финских воинов, павших в боях 1939—1944 гг. Внутри церкви висит памятная плита с именами погибших финнов.

## Улицы
- Центральная ул.